# John Vincent
John Vincent (* 1764 in Irland; † 21. Januar 1848 in London, England) war ein britischer Offizier der napoleonischen Kriege und des Kriegs von 1812 mit den USA.

## Leben
John Vincent war der dritte und jüngste Sohn des John Vincent (1734–1779), Gutsherr von Mardyke im County Limerick. Er trat im Juli 1781 als Ensign des 66th (Berkshire) Regiment of Foot in die British Army ein und erhielt im August 1782 den Rang eines Lieutenant. Nachdem er kurzzeitig unter Halbsold gestanden hatte, wechselte er im Dezember 1783 als Lieutenant zum 49th (Hertfordshire) Regiment of Foot. Er wurde mit seinem Regiment in der Karibik (1796), beim Invasionsversuch in Holland (1799) und in der Schlacht von Kopenhagen (1801) eingesetzt und 1801 nach Kanada verlegt, wo er in York (Toronto) und Fort George stationiert war. Er wurde im Januar 1787 zum Captain-Lieutenant, im Februar 1794 zum Captain, 1795 zum Major, im Januar 1800 zum Brevet-Lieutenant-Colonel und im August 1810 zum Brevet-Colonel und im Juni 1811 zum Lieutenant-Colonel befördert.
Nach dem Ausbruch des Kriegs von 1812 verstärkte er mit fünf Kompanien die Verteidiger von Kingston (Ontario), wo es zu einem Scharmützel mit einem US-Flottenverband unter Commodore Isaac Chauncey kam, der – allerdings ohne großes Zutun von Vincents Soldaten – vertrieben werden konnte. Im Februar 1813 ernannte Generalgouverneur Sir George Prevost ihn zum Brigadier-General und Kommandeur auf der Niagara-Halbinsel, wo er den erkrankten Sir Roger Hale Sheaffe ablöste. Vincents Truppen umfassten lediglich 1900 Mann, viele davon Milizionäre, die bei der ersten Gelegenheit desertierten. Am 24. Mai begannen die Amerikaner ein heftiges Artilleriebombardement von Vincents Hauptquartier Fort George und überschritten den Niagara River drei Tage später mit etwa 5000 Mann. Angesichts der großen amerikanischen Überlegenheit brach Vincent den Kampf nach dem Verlust von etwa 50 Toten und 300 Verwundeten und Vermissten ab, ließ das Fort räumen, zog sich nach Westen zurück und nahm eine Defensivstellung auf den Höhen von Burlington (Ontario) ein. Hier erhielt er am 4. Juni die Beförderung zum Major-General.
Die Amerikaner schickten Vincent eine Armee mit 3500 Infanteristen und 150 Kavalleristen unter den Brigadier-Generals William Winder und John Chandler hinterher. Nachdem die Briten das Lager der Amerikaner beobachtet hatten, ließ sich Vincent von seinem Stabschef, Lieutenant-Colonel John Harvey, davon überzeugen, dass ein Überraschungsangriff gute Aussichten auf Erfolg hätte. Am frühen Morgen des 6. Juni griff Harvey die Amerikaner mit 700 Mann an und zwang sie in der Schlacht bei Stoney Creek zum Rückzug, wobei die US-Geschütze und die gegnerischen Kommandeure in die Hand der Briten fielen. Vincent selbst nahm am Kampf nicht teil, da er beim Anmarsch von seinem Pferd abgeworfen wurde, sich verirrte und erst danach seine Truppen wieder erreichte.
Da die Amerikaner in ihrem Lager bei Forty Mile Creek von Sir James Lucas Yeos Kriegsschiffen mit Schiffsartillerie bombardiert wurden und schwere Verluste an Nachschub erlitten, zogen sie sich fluchtartig nach Fort George zurück. Ein Angriff auf Vincents Vorposten unter Lieutenant James FitzGibbon führte in der Schlacht bei Beaver Dams am 23. Juni erneut zu einer empfindlichen Niederlage, nach der die Amerikaner für den Rest des Jahres passiv blieben und schließlich auch Fort George aufgaben. Vincent blieb Kommandeur an der Niagara-Front, bis ihn der neue Kommandeur in Oberkanada, Sir Gordon Drummond, im Dezember des Jahres durch Phineas Riall ersetzte und nach Kingston beorderte. Im Juni 1814 erhielt er das Kommando über die Garnison von Montreal, von wo aus er im Juli 1814 krankheitsbedingt nach England zurückkehrte. Bereits im April hatte er den Posten eines Gouverneurs von Dumbarton Castle in Schottland erhalten. 1825 wurde er zum Lieutenant-General, 1841 zum General befördert und von 1836 bis zu seinem Tof war er Colonel des 69th (South Lincolnshire) Regiment of Foot.
1848 starb er im Alter von 83 Jahren in London.